# جان تيوفيل فيكتور لوكلير
جان تيوفيل فيكتور لوكلير هو صحفي وسياسي فرنسي، ولد في 22 ديسمبر 1771 في Lézigneux ‏ في فرنسا، وتوفي في 1820 في فرنسا.